# Site du Griffoul, confluence de l'Automne
Site du Griffoul, confluence de l'Automne este o arie protejată (sit de importanță comunitară — SCI) din Franța întinsă pe o suprafață de 9,87 ha, integral pe uscat.

## Localizare
Centrul sitului Site du Griffoul, confluence de l'Automne este situat la coordonatele 44°23′25″N 0°33′23″W / 44.39028°N 0.55639°V.

## Înființare
Situl Site du Griffoul, confluence de l'Automne a fost declarat sit de importanță comunitară în baza directivei 92/43 din 1992 referitoare la conservarea habitatelor naturale și a faunei și florei sălbatice pentru a proteja 1 specie de animale.

## Biodiversitate
Situată în ecoregiunea atlantică, aria protejată conține 2 habitate naturale: Păduri mixte riverane de Quercus robur, Ulmus laevis și Ulmus minor, Fraxinus excelsior sau Fraxinus angustifolia, de-a lungul marilor râuri (Ulmenion minoris), Păduri aluvionare cu Alnus glutinosa și Fraxinus excelsior (Alno-Padion, Alnion incanae, Salicion albae).
La baza desemnării sitului se află o specie protejată de  mamifere: nurcă (Mustela lutreola).